# Liste des cavités naturelles les plus longues du Cantal
La liste des cavités naturelles les plus longues du Cantal recense, sous forme de tableau(x), les cavités souterraines naturelles connues dans ce département français, dont le développement est supérieur ou égal à vingt mètres.
La communauté spéléologique considère qu'une cavité souterraine naturelle n'existe vraiment qu'à partir du moment où elle est « inventée » c'est-à-dire découverte (ou redécouverte), inventoriée, topographiée et publiée. Bien sûr, la réalité physique d'une cavité naturelle est la plupart du temps bien antérieure à sa découverte par l'homme ; cependant tant qu'elle n'est pas explorée, mesurée et révélée, la cavité naturelle n'appartient pas au domaine de la connaissance partagée.
La liste spéléométrique des 12 plus longues cavités naturelles du Cantal (≥ vingt mètres) est actualisée à fin décembre 2019.
La plus longue cavité souterraine naturelle répertoriée dans le département du Cantal est  « la grotte de Croquepèse », sur la commune de Montmurat (cf. ligne 1 du tableau ci-dessous).

## Cavités du Cantal (France) de développement supérieur ou égal à20 mètres
12 cavités sont recensées au 31-12-2019.
| Réf. | Cavité (autres noms)          | Commune                   | Massif ou zone         | Coordonnées (WGS 84)        | Développe. (mètres) | Dénivel. (mètres) | Sources ou références     | Mise à jour |
| ---- | ----------------------------- | ------------------------- | ---------------------- | --------------------------- | ------------------- | ----------------- | ------------------------- | ----------- |
| 1    | Grotte de Croquepèse          | Montmurat                 | Châtaigneraie          | 44° 38′ 29″ N, 2° 12′ 23″ E | +000160, m          | NC                | Spéléométrie de la France | 2000-12     |
| 2    | Trauc de Comblat-le-Château   | Vic-sur-Cère              | Calardès               | 44° 58′ 14″ N, 2° 35′ 55″ E | +0 00080, m         | NC                | plongeesout.com           | 2000-12     |
| 3    | Trauc de Comblat-le-Puy       | Vic-sur-Cère              | Calardès               | 44° 57′ 37″ N, 2° 37′ 41″ E | +0 00070, m         | NC                | Spéléométrie de la France | 2000-12     |
| 4    | Grotte de la Cascade du Cuzou | Narnhac                   | Planèze de Saint-Flour | 44° 55′ 51″ N, 2° 47′ 14″ E | +0 00065, m         | NC                | Spéléométrie de la France | 2000-12     |
| 5    | Cave Profonde                 | Montmurat                 | Châtaigneraie          | 44° 37′ 48″ N, 2° 11′ 52″ E | +0 00040, m         | NC                | Spéléométrie de la France | 2000-12     |
| 6    | Grotte des Anglais            | Vic-sur-Cère              | Calardès               | 44° 59′ 41″ N, 2° 37′ 58″ E | +0 00036, m         | NC                | Spéléométrie de la France | 2000-12     |
| 7    | Cuze de li Fados              | Collandres                | Monts du Cantal        | 45° 11′ 42″ N, 2° 39′ 25″ E | +0 00033, m         | NC                | Spéléométrie de la France | 2000-12     |
| 8    | Grotte du Cuze                | Charmensac                | Pays Coupé alagnonais  | 45° 12′ 27″ N, 3° 05′ 25″ E | +0 00032, m         | NC                | Spéléométrie de la France | 2000-12     |
| 9    | Cave Loudière                 | Montmurat                 | Châtaigneraie          | 44° 37′ 50″ N, 2° 12′ 04″ E | +0 00030, m         | NC                | Spéléométrie de la France | 2000-12     |
| 10   | Grotte de la Réveilladie      | Saint-Cirgues-de-Jordanne | Monts du Cantal        | 45° 04′ 06″ N, 2° 36′ 18″ E | +0 00028, m         | NC                | Spéléométrie de la France | 2000-12     |
| 11   | Grotte de Roc Grand           | Lascelle                  | Monts du Cantal        | 45° 00′ 42″ N, 2° 33′ 48″ E | +0 00024, m         | NC                | Spéléométrie de la France | 2000-12     |
| 12   | Trauc de Lavernière           | Velzic                    | Monts du Cantal        | 45° 00′ 10″ N, 2° 32′ 37″ E | +0 00021, m         | NC                | Spéléométrie de la France | 2000-12     |